# آتلانتیک (فیلم)
آتلانتیک (انگلیسی: Atlantic)) فیلمی به کارگردانی ایوالد آندره دوپونت در سبک درام است که در سال ۱۹۲۹ منتشر شد.

## بازیگران
- مادلین کارول
- مانتی بنکس
- دونالد کالتروپ
- هلن هی
- جان لانگدن
- جان استوارت
- سید کراسلی